# Suíones

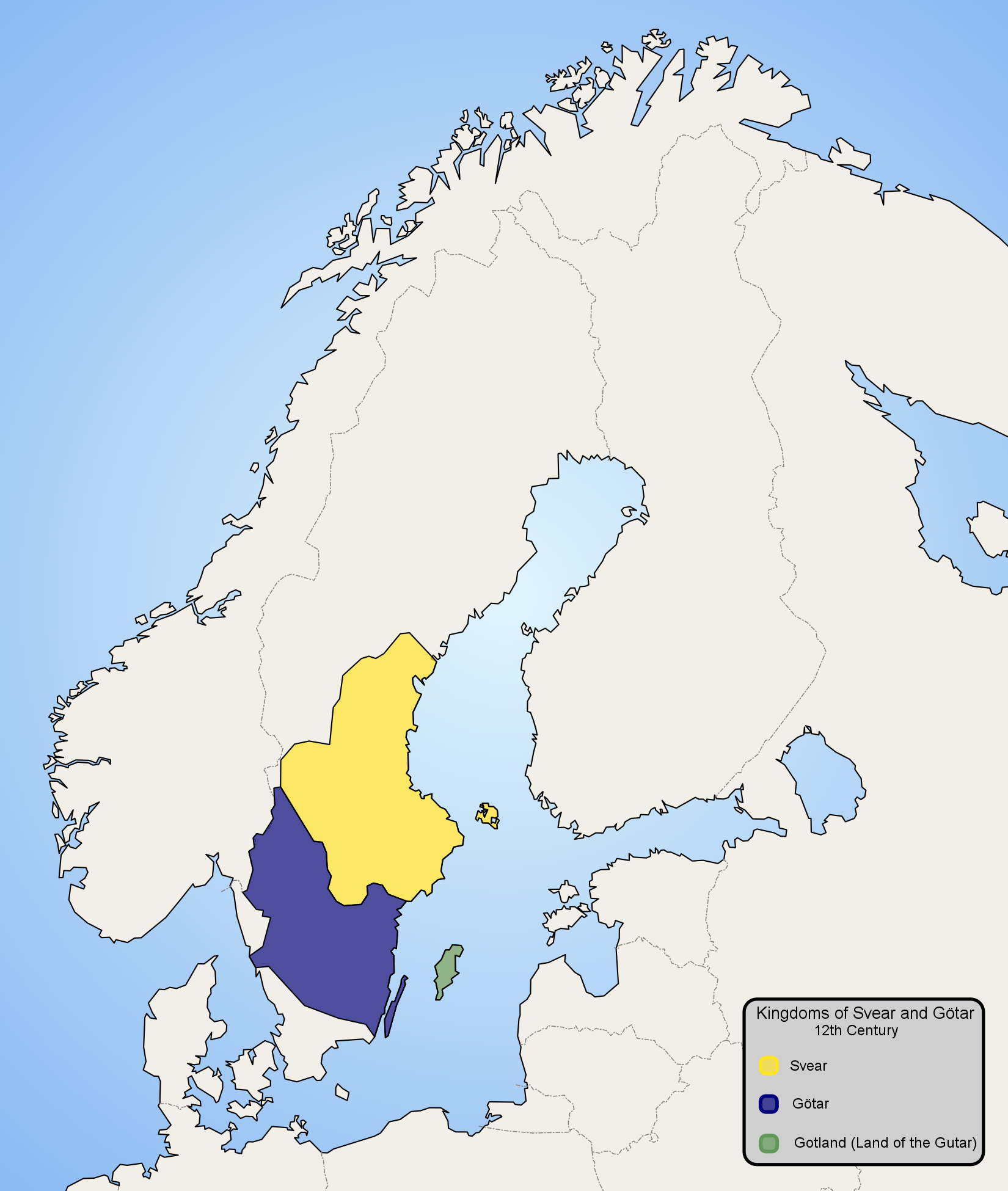
Suécia no século XII, antes da tomada da Finlândia no século XIII

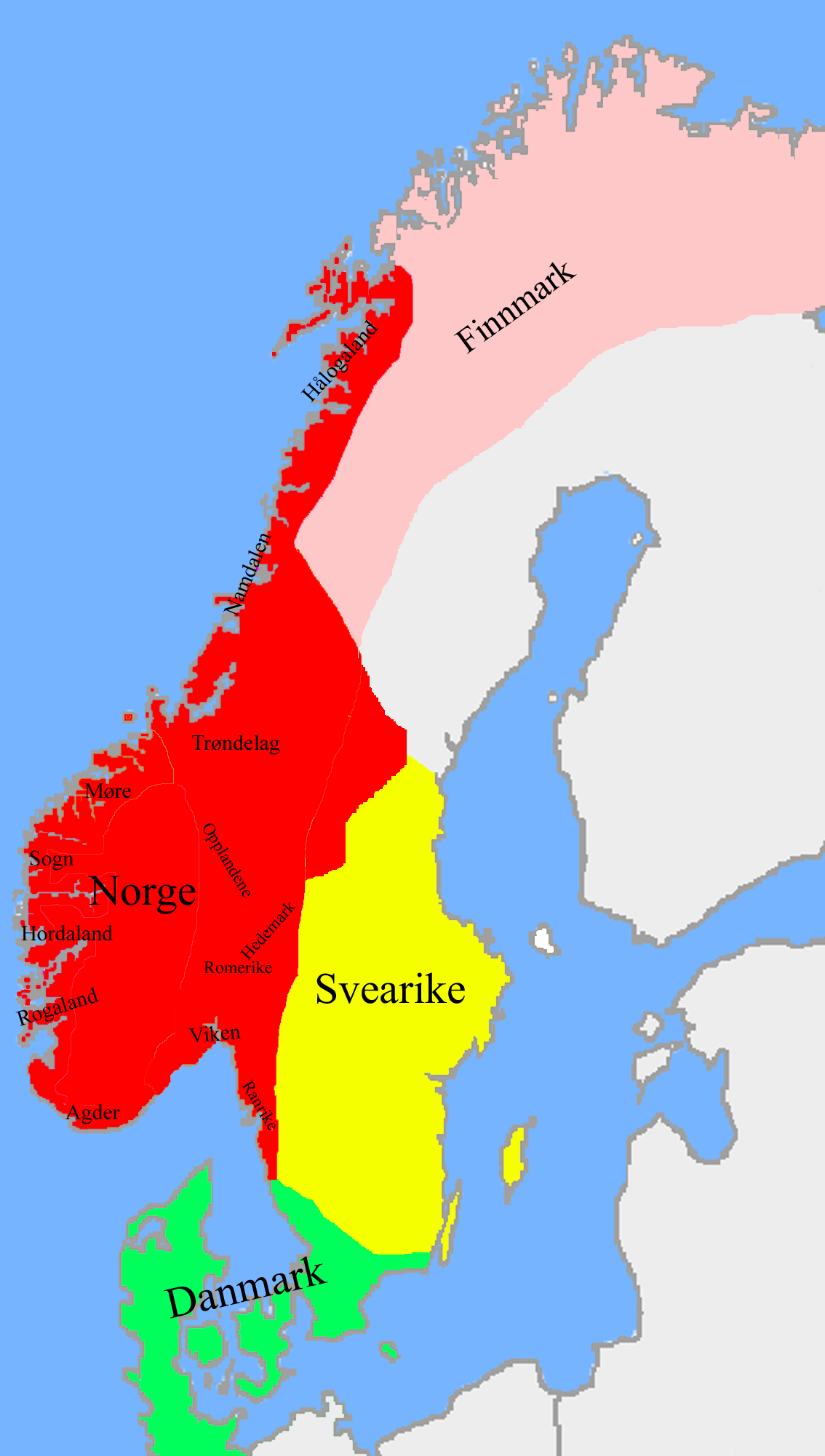
Reino dos suíones (Svearike) ca. 1020

Os Suíones ou Suiões, por vezes citados como Sveas (em sueco: Svear;  PRONÚNCIA)  (em nórdico antigo: Svíar; em dano-norueguês: Sveaere; em novo norueguês: Svear; em dinamarquês: Sveer; em islandês: Svíar; em inglês antigo: Sweonas; em latim: Suiones, Suehans, Sueones), eram uma tribo germânica, composta por uma amálgama de grupos e clãs com diversos líderes, que viviam na Escandinávia. Habitavam principalmente a área do Vale do Mälaren, nas províncias históricas da Uppland, Västmanland e Södermanland, uma região então designada de Svitjod, a qual equivalia grosso modo à atual região histórica da Svealand (Terra dos Suíones; em sueco: Svealand).

## O nome
O historiador romano Tácito, na sua obra Germânia em latim do século I, designou com o termo latino Suiones (uma latinização de Svear) um povo germânico do Norte, provavelmente residente na Suécia, e famoso pelos seus navios:
| “                  | Suionum hinc civitates ipso in Oceano praeter viros armaque classibus valent. | ” |
| — Tácito, Germânia |                                                                               |   |

E o historiador bizantino Jordanes, na sua obra Gética em latim do século VI, refere os povos de uma ilha do mar do Norte chamada Escandza, e menciona no capítulo III um povo chamado sueãs (em latim: suehans; derivado do equivalente gótico sweans para svear), que vivia na Sueônia e tinha excelentes cavalos, e um outro povo chamado suécidos (em latim: suetidi; distorção do nórdico antigo Sviþiud/Svetjud), que vivia na Suédia e era constituído por pessoas de grande estatura:
| “                          | Alia vero gens ibi moratur Suehans, quae velud Thyringi equis utuntur eximiis. | ” |
| — Jordanes, Gética; III.21 |                                                                                |   |

| “                          | Sunt et his exteriores Ostrogothae, Raumarici, Aeragnaricii, Finni mitissimi, Scandzae cultoribus omnibus mitiores; nec non et pares eorum Vinoviloth; Suetidi, cogniti in hac gente reliquis corpore eminentiores: quamvis et Dani, ex ipsorum stirpe progressi, Herulos propriis sedibus expulerunt, qui inter omnes Scandiae nationes nomen sibi ob nimia proceritate affectant praecipuum. | ” |
| — Jordanes, Gética; III.24 | |   |

A identificação e caracterização deste três povos – Suiones, Suehans, Suetidi – como sendo os mesmos que os consagrados sviar ou svear (lit. suíones) mencionados pelos historiadores escandinavos medievais (Snorri Sturluson, Saxão Gramático, etc...), assim como pelas sagas islandesas (Saga dos Inglingos, Saga de Hervör, etc.), e ainda pelas leis medievais suecas (Lei da Gotalândia Ocidental, Lei da Uplândia, etc...), para além dos historiadores modernos e contemporâneos  da Suécia (Dick Harrison, Stig Welinder, Curt Weibull, Thomas Lindkvist, Lars O. Lagerqvist, etc.), é uma questão histórica em aberto. De anotar é também o facto da palavra svea ter dado as palavras atuais svensk (sueco) e Sverige (Suécia; Reino dos Suíones).
Com a expansão do poder de seus reis, o Domínio dos Suíones (Svitjod) acabou por dar forma ao Reino dos Suíones (Svearike ou Swerike) - originando mais tarde o atual Reino da Suécia (Sverige). Um ponto de discussão, com diferentes interpretações, é se o termo svea teria mudado sucessivamente de significado e conotação, tendo a partir de certa altura passado a significar sueco. O historiador dinamarquês Saxão Gramático designa de "suíones de cima" (uppsvear) os habitantes da antiga "terra dos suíones" (Svealand), deixando no ar a pergunta "Quem são os outros suíones?".[carece de fontes?]

## História

Territórios originais dos godos e culturas arqueológicas góticas entre os séculos III-IV, e ainda Gotalândia e Gotlândia, na Escandinávia, e o Império Romano

Os suíones habitavam a região de Svealand, no centro-sul da Suécia atual. Inicialmente, estavam confinados à Uplândia, mas foram sucessivamente alargando a sua esfera a Vestmânia, Sudermânia, Gestrícia e Nerícia. A tribo tinha como centros principais Velha Upsália, Helgö, Birka e Sigtuna. Pouco a pouco, a cidade de Upsália tornou-se o centro político e religioso da Suécia durante a Idade Média.
A primeira menção a este povo foi feita pelos historiadores romanos, notadamente na Germânia de Tácito, que cita-os como uma tribo poderosa, cujos reis eram considerados descendentes do deus Frei. No século VI, o historiador bizantino Jordanes refere os sueãs e suécidos na sua obra Gética. Nas sagas islandesas dos séculos IX e X, são citados os svia e no século XI, o historiador alemão Adão de Brema aponta os sueões (Sueones) em sua obra Gesta Hammaburgensis Ecclesiae Pontificum.[carece de fontes?]
Durante a Era Viquingue foram a base dos varegues ou Rus', que dariam à Rússia seu nome. Os reis suíones são considerados os primeiros monarcas da Suécia, e os habitantes de Svealand gozavam de um estatuto de semi-aristocracia dentro do reino, e não tinham que pagar tributo ao rei, exceto ovelhas e suprimentos aos soldados em tempos de guerra, ao contrário dos gotas e gutas, que pagavam impostos.[carece de fontes?]
Estes privilégios foram obtidos pelos suíones depois que eles derrotaram os gotas, durante a Era de Vendel, segundo descrições apontadas em sagas e lendas, como no antigo Beovulfo inglês, que menciona as famosas batalhas de gelo e Bråvalla, muito citadas na Feitos dos Danos de Saxão Gramático. Este privilégio foi abolido após a batalha de Sparrsätra, ocorrida em meados de século XIII, refletindo a oposição entre os gotas ou góticos de um lado, e os suiones ou suecos, do outro.[carece de fontes?]